# Navi della White Star Line
Questa lista include tutte le navi che operavano per la White Star Line.

## Anno 1840
- Elizabeth (1846?)
- Iowa (1849)

## Anno 1850
- David Cannon (1852)
- Fitzjames (1852)
- Jessie Munn (1852)
- Carntyne (1852)
- Tornado (1852)
- Tantivy (1852?)
- Defence (1853)
- Arabian (1853)
- Emma (1853)
- Golden Era (1853)
- Mermaid (1853)
- Prince of the Seas (1853)
- Red Jacket (1853)
- Chariot of Fame (1853)
- Blue Jacket (1854)
- RMS Tayleur (1854)
- White Star (1854)
- Annie Wilson (1854)
- Shalimar (1854)
- Lord Raglan (1854)
- Shepherdess (1855)
- Electric (1857)
- Ocean Home (1858)
- Blue Jacket (1858)

## Anno 1860
- Queen of the North (1860)
- Glendevon (1862)
- Donna Maria (1862)
- Cecilia (1863)
- Albert William (1863)
- Royal Standard (1863)
- Santon (1863)
- Ulcoats (1863)
- Golden Sunset (1863)
- Sam Cearns (1864)
- W. H. Haselden (1864)
- Sirius (1865)

## Anno 1870

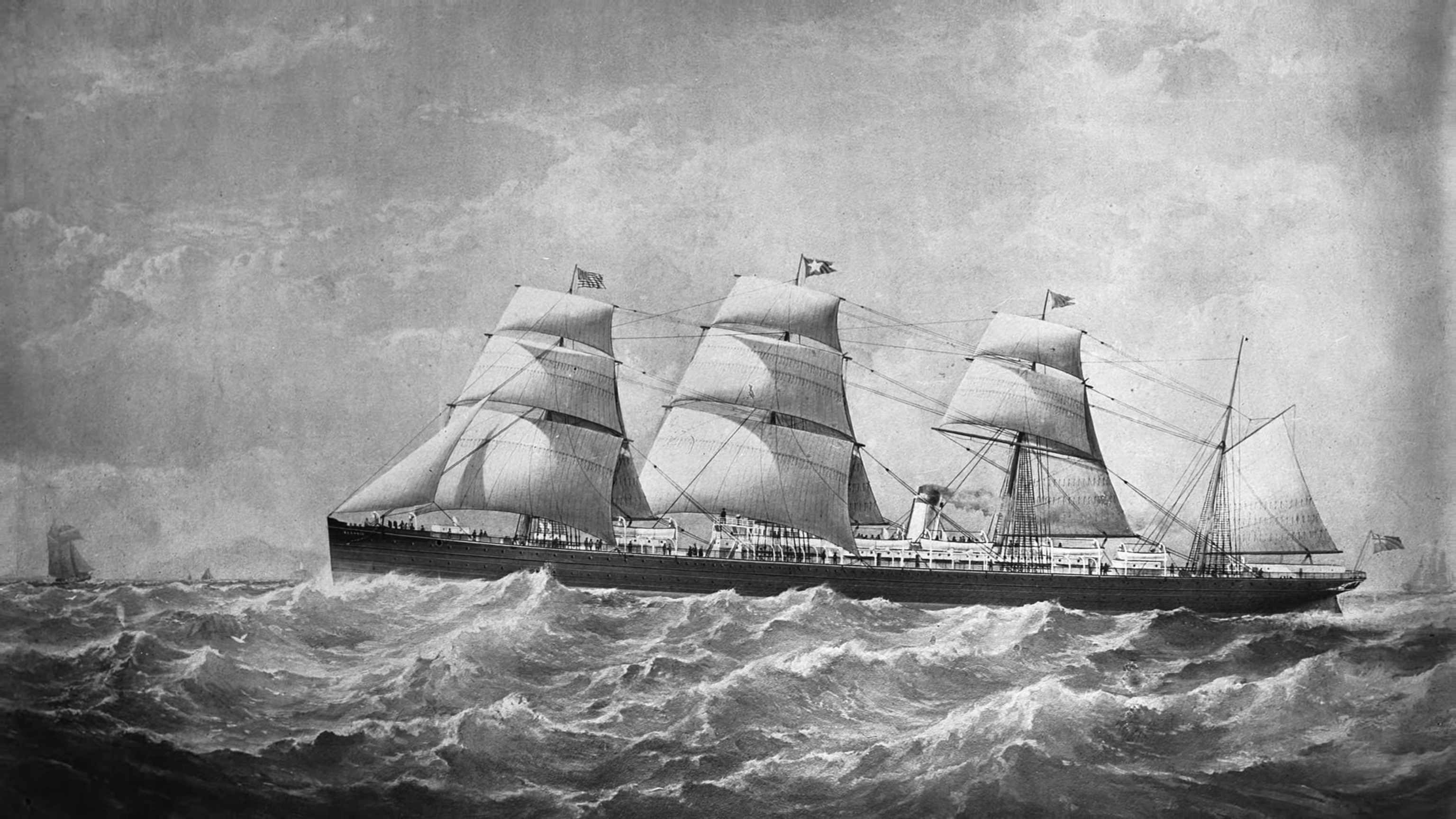
L’Atlantic del 1871.

- RMS Oceanic (1870)

- SS Atlantic (1871)
- SS Baltic (1871)
- RMS Pacific(1871)
- SS Tropic (1871)
- SS Adriatic (1871)
- SS Asiatic (1871)
- SS Republic (1872)
- SS Celtic (1872)
- SS Traffic (1872)
- SS Belgic (1872)
- RMS Gaelic (1873)
- SS Britannic (1874)
- SS Germanic (1875)

## Anno 1880

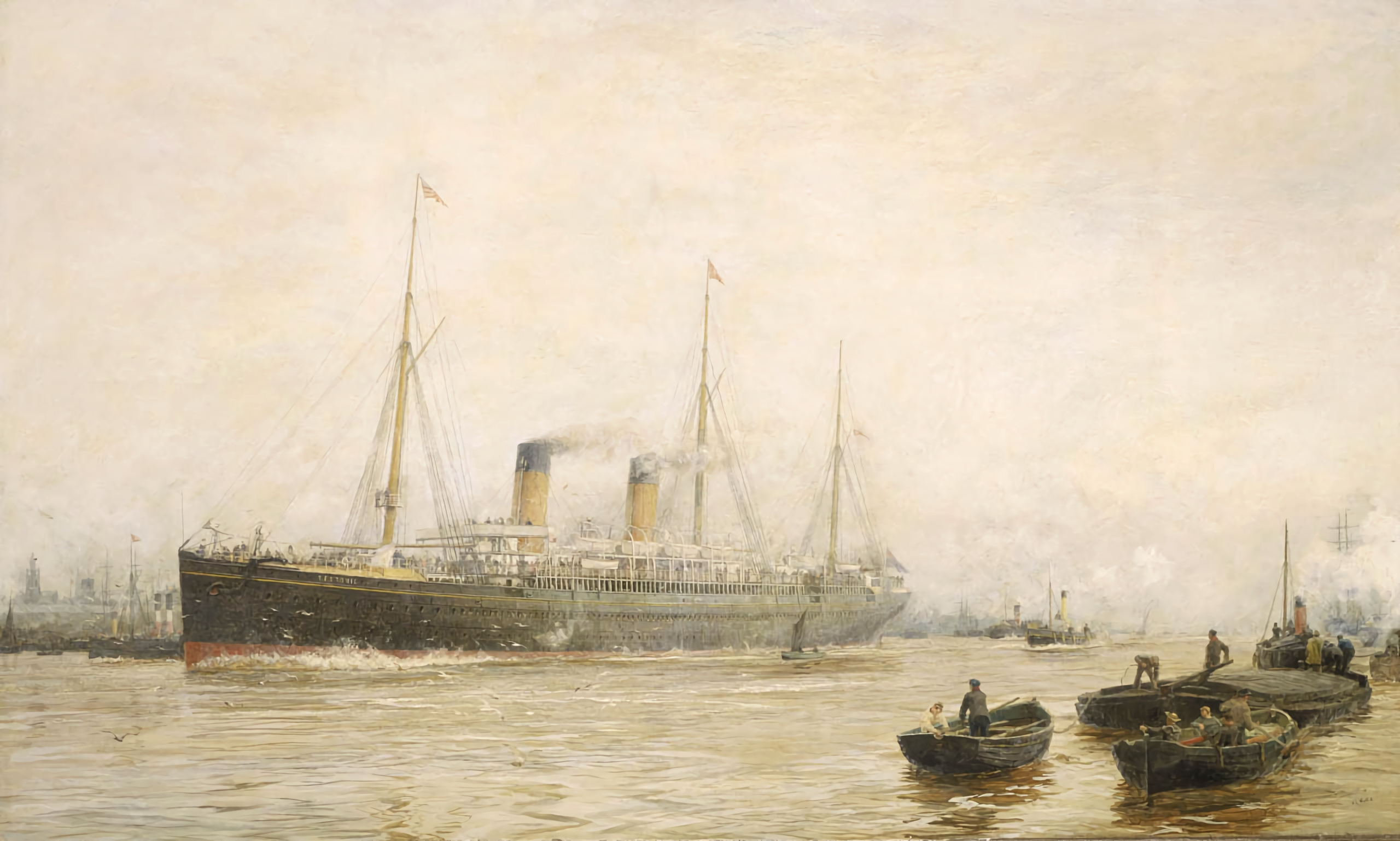
La SS Teutonic.

- SS Arabic(1881)
- SS Coptic (1881)
- SS Ionic(1883)
- SS Doric (1883)
- SS Belgic (1885)
- RMS Gaelic (1885)
- SS Cufic (1885)
- SS Runic (1889)

- SS Teutonic (1889)

## Anno 1890

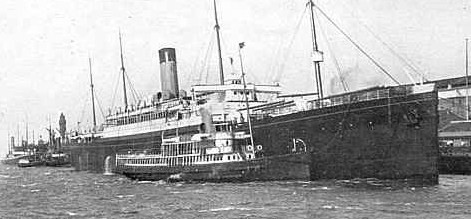
Il Cymric del 1898.

- SS Majestic (1890)
- SS Nomadic (1891)
- SS Tauric (1891)
- SS Magnetica (1891)
- SS Naronic (1892)
- SS Bovic (1892)
- SS Gothic (1893)
- SS Pontic (1894)
- SS Georgic (1895)
- SS Delphic (1897)

- SS Cymric (1898)
- SS Afric (1899)
- SS Medic (1899)
- SS Persic (1899)
- RMS Oceanic (1899)

## Anno 1900

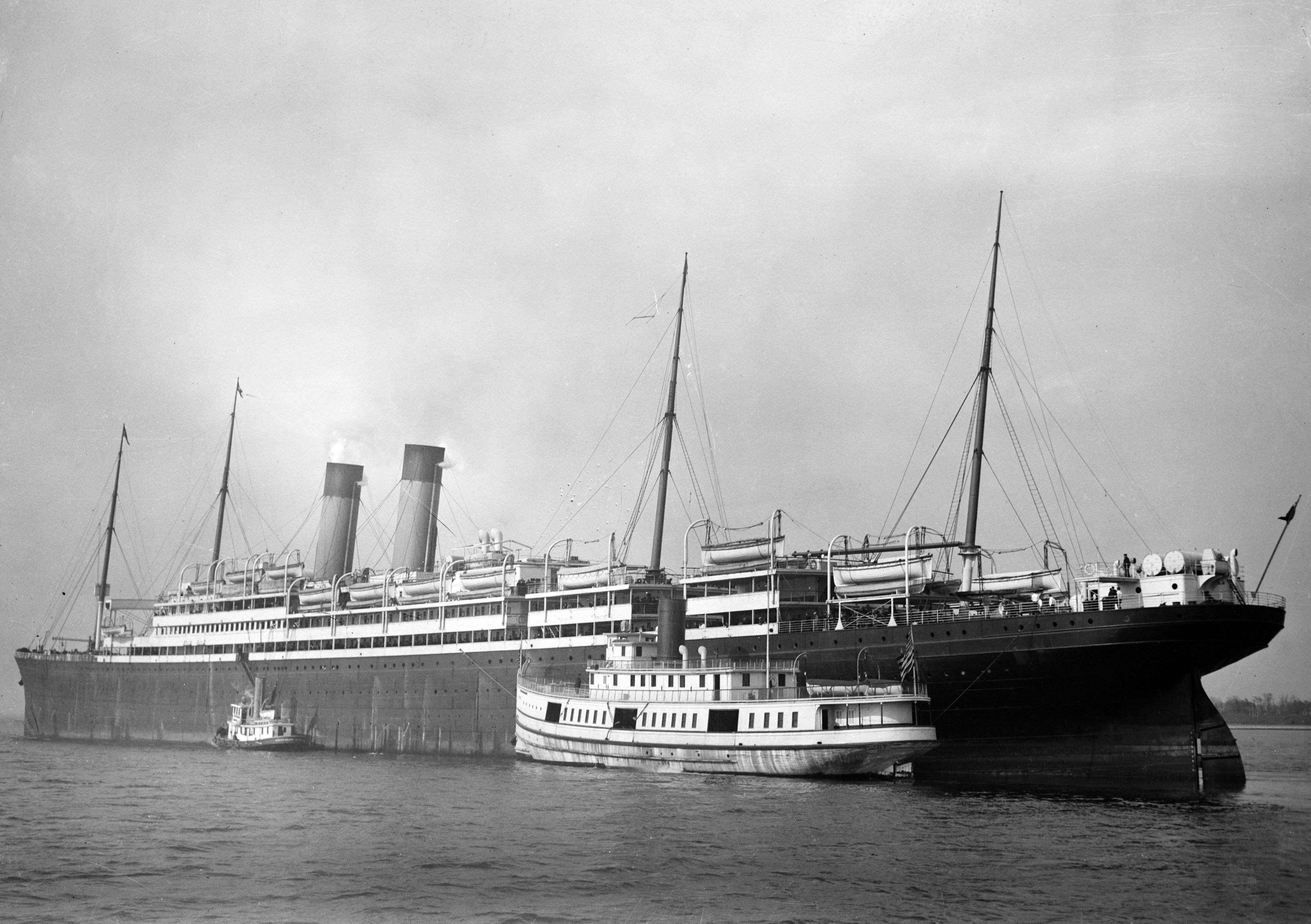
L’Adriatic del 1907.

- SS Runic (1900)
- SS Suevic (1901)
- RMS Celtic (1901)
- SS Athenic (1902)
- SS Corinthic (1902)
- SS Ionic (1902)
- RMS Cedric (1903)
- SS Victorian (1903)
- SS Armenian (1903)
- SS Arabic (1903)
- SS Romanic (1903)
- SS Cretic (1903)
- RMS Republic (1903)
- SS Canopic (1904)
- SS Cufic (1904)
- RMS Baltic (1904)
- SS Tropic (1904)
- RMS Adriatic (1906)
- SS Gallic (1907)

- SS Laurentic (1909)
- RMS Megantic (1909)

## Anno 1910
- SS Zeeland (1910)
- SS Nomadic (1911) (L'unica ancora esistente)[1]
- SS Traffic (1911)

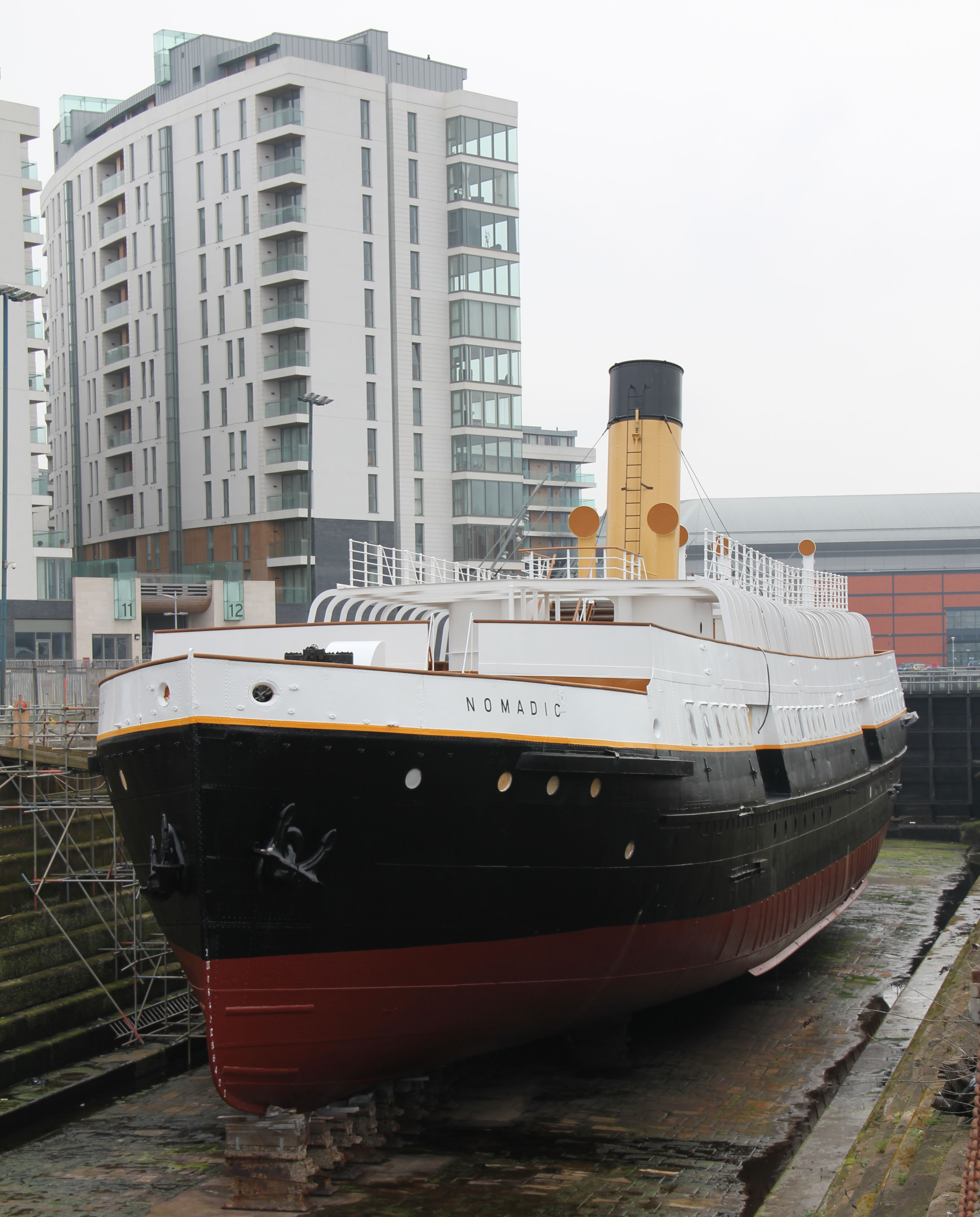
Il Nomadic nel 2012.

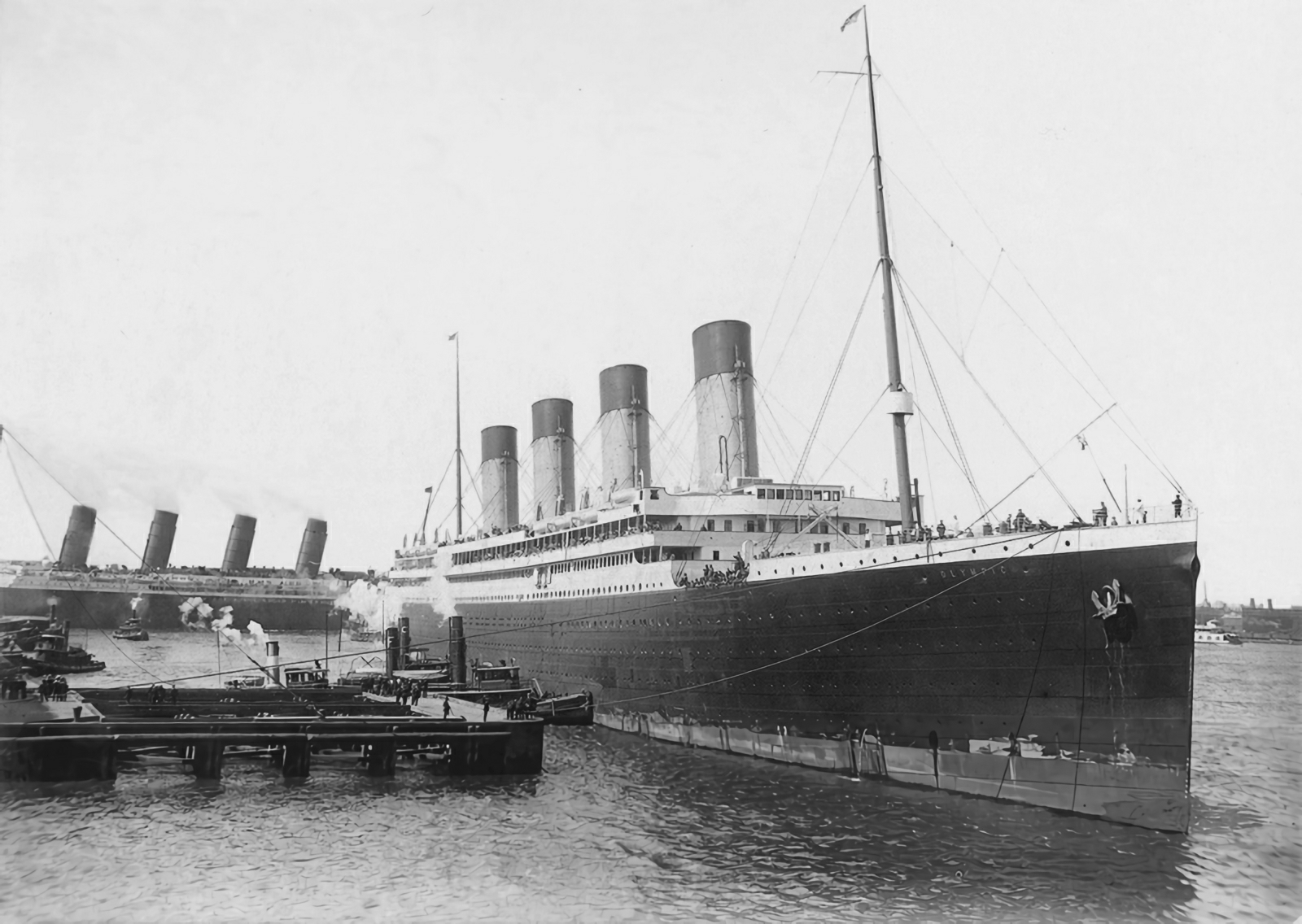
L’Olympic del 1911.

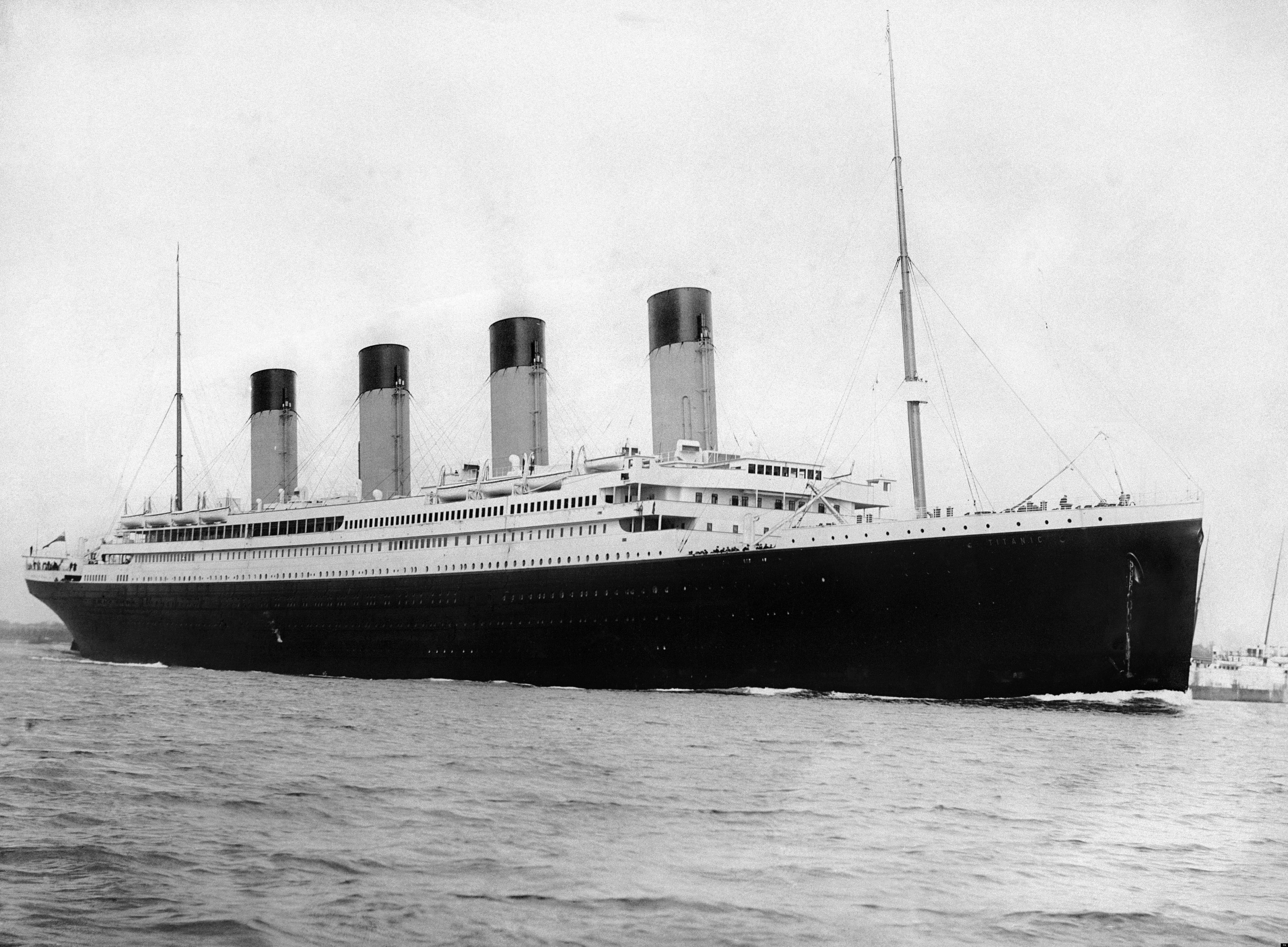
Il Titanic nel 1912.

- RMS Olympic (1911) (Classe Olympic)
- SS Belgic (1911)
- SS Zealandic (1911)
- RMS Titanic (1912) (Classe Olympic) (affondata nelle prime ore del 15 aprile 1912, per la collisione con un iceberg nella notte tra il 14 ed il 15 aprile 1912)
- SS Ceramic (1913)
- SS Vaderland (1914)
- SS Lapland (1914)
- HMHS Britannic (1914) (Classe Olympic) (affondata il 21 novembre 1916 dopo aver urtato una mina navale tedesca al largo dell'isola di Ceo, nel mar Egeo)
- Belgenland (1917) (Costruita e ceduta alla Red Star Line rinominandola Belgenland. Utilizzata e poi dismessa il 22 aprile del 1936 e demolita nel maggio dello stesso anno.)
- SS Justicia
- SS Vedic (1918)
- SS Bardic (1919)

## Anno 1920

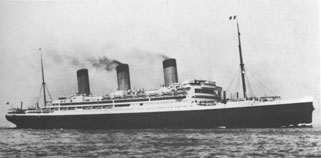
Il Majestic del 1922.

- SS Gallic (1920)
- RMS Mobile (1920)
- SS Arabic (1920)
- RMS Homeric (1920)
- SS Haverford (1921)
- SS Poland (1922)

- RMS Majestic (1922)
- SS Pittsburgh (1922)
- SS Doric (1923)
- SS Delphic (1925)
- SS Regina (1925)
- SS Albertic (1927)
- SS Calgaric (1927)
- SS Laurentic (1927)
- RMS Britannic (1929)

## Anno 1930
- RMS Georgic (1932)